# Cicia lineata
Cicia lineata är en fjärilsart som beskrevs av Druce 1904. Cicia lineata ingår i släktet Cicia och familjen påfågelsspinnare. Inga underarter finns listade i Catalogue of Life.